# 20062 Matthewgriffin
20062 Matthewgriffin este o planetă minoră (asteroid) din Mars-crossing asteroid⁠(d). A fost descoperită pe 20 august 1993 la Observatorul Palomar de Eleanor F. Helin și a fost numită după Matthew Griffin⁠(d). 
Obiectul prezintă o orbită caracterizată de o semiaxă mare de 2,2298818 UAi, o excentricitate de 0,3, o înclinație de 20,12448 ° în raport cu ecliptica.